# Brendan Corish
Brendan Corish, född 19 november 1918 i Wexford, död där 17 februari 1990 var en irländsk politiker. 

## Biografi
Efter att fadern, som precis som Corish var aktiv i Arbetarpartiet, dog 1945 tog Corish upp dennes plats i Dáilen. Han vann officiellt mandatet i ett val först 1948.
Som politiker hade Corish märkbara kristna socialistiska drag och hyllade vid flera tillfällen katolicismen. Han var ledamot av det irländska parlamentets underhus Dáil Éireann 1945-1982. Corish blev minister för social välfärd i John Costellos andra regering 1954–1957. Därefter valdes han 1960 till Arbetarpartiets ledare, en position han hade till 1977. Corish var Tánaiste, det vill säga ställföreträdande regeringschef, i Liam Cosgraves regering mellan 1973 och 1977.
Corish pensionerade sig från politiken 1982.